# Hoppsan!
Hoppsan! är en svensk komedifilm från 1955 regisserad av Stig Olin och med Povel Ramel i huvudrollen som en serietecknare.
Manuset skrevs av Olle Strandberg och musiken av Olin och Ramel (bland annat sångerna Sätt tulpaner i mossa till mor, Ge mej en kvart om dagen och Följ mej bortåt vägen). Filmen är en humoristisk satir och debattinlägg i 1950-talets seriehysteri i den form den framfördes av moralpanikens Fredric Wertham, Nils Bejerot och Lorentz Larson. Filmen hade premiär på biograf Astoria i Stockholm den 3 september 1955.

## Handling[3]
Ett korståg mot serier förs av Lena Lett (spelad av Harriet Andersson) som förfasar sig över seriernas inslag av våld och sex och då speciellt serien "Monstret", skapad av Hubert Yrhage (spelad av Povel Ramel).
Två slogans som används i filmen: "Död åt Monstret – skydda våra barn" och "Kamraterna säger att far läser serier" (parodi på känd slogan för nykterhetsrörelsen).

## Om filmen
Hoppsan! har visats i SVT, bland annat 2008, 2011, 2012, 2018, i november 2020, i maj 2022 och i juni 2024.

## Rollista (urval)[4]
- Povel Ramel – Hubert Yrhage, serietecknare och blivande schlagerkompositör
- Harriet Andersson – Lena Lett
- Sven Lindberg – Gary Lundberg, journalist på Kvällsposten
- Carl-Gustaf Lindstedt – Tyko Kölstav, seriemodell
- Douglas Håge – Darling Karlsson, musikförläggare
- Lissi Alandh – Lillan Persson-Quist, seriemodell
- Georg Rydeberg – Jens Myskovich
- Ingrid Thulin – Malou Hjorthagen
- Marianne Löfgren – Juttan Järpe, värdinna på Pensionat Mitticity
- Olle Pettersson – Jan Järpe, hennes son
- Elsa Prawitz – Sylvia Blidfjell
- Curt Löwgren – Fritiof Andersson, Tykos farbror, kapten på båten Lättgrogg
- Gull Natorp – tant Beda, pensionatsgäst
- Signe Wirff – tant Anna, pensionatsgäst
- Olof Sandborg – major Löwenbräu

## Musik i filmen
- Följ mej bortåt vägen, kompositör och text Povel Ramel, instrumental
- I sommarens soliga dagar, text Gustaf Emanuel Johansson, sång Sven Lindberg
- Lena Lätt, kompositör och text Stig Olin, sång Sven Lindberg
- Ge mej en kvart om dagen, kompositör och text Povel Ramel, sång Povel Ramel och Lissi Alandh
- En sjöman älskar havets våg, text  Ossian Limborg, framförs instrumentalt på dragspel
- Hot Chase, kompositör Allan Gray, instrumental
- Sätt tulpaner i mossa, kompositör och text Povel Ramel, sång Povel Ramel, Lissi Alandh, Douglas Håge, Georg Rydeberg, Birger Åsander och Olle Ekbladh
- Älvarna de skrida, sång Povel Ramel
- Ljuvliga rosor, kompositör och text Stig Olin sång Georg Rydeberg
- Vår blågula fana, kompositör och text Stig Olin sång Douglas Håge
- Släkthuset, kompositör och text Povel Ramel, sång Povel Ramel
- Red for Danger, kompositör Allan Gray, instrumental
- Calle Schewens vals (I Roslagens famn på den blommande ö), kompositör och text Evert Taube, sång Sven Lindberg och Harriet Andersson
- Dick, kompositör och text Povel Ramel, sång Sven Lindberg, Harriet Andersson och Povel Ramel

## Utgivning
Hoppsan! gavs ut 1994 av Swedish Film i serien Svenska Klassiker, som volym 3. 2008 gavs den ut på DVD av Studio S.